# Psyche roboricolella
Psyche roboricolella är en fjärilsart som beskrevs av Bnruand 1845. Psyche roboricolella ingår i släktet Psyche och familjen säckspinnare. Inga underarter finns listade.